# Bank La Roche & Co
Bank La Roche & Co AG war eine auf die Anlageberatung und Vermögensverwaltung spezialisierte Schweizer Privatbank. Das Bankhaus wurde 1787 von Benedikt La Roche in Basel gegründet und war in der Form einer Aktiengesellschaft organisiert.
Die Bank La Roche & Co AG ist auf die Vermögensverwaltung für private und institutionelle Kunden spezialisiert. Nebst ihrem Hauptsitz in Basel ist Bank La Roche & Co AG mit Tochtergesellschaften in Bern und Olten sowie mit einer Repräsentanz in Zürich vertreten. 2015 fusionierte das Bankhaus mit der Privatbank Notenstein zu der Bank Notenstein La Roche Privatbank AG. Diese wurde im März 2018, in die Vontobel-Gruppe integriert.

## Geschichte
Als «Geburtsdatum» gilt der 15. Oktober 1787. Damals gründete Benedikt La Roche (1762–1807) eine Handels- und Speditionsfirma und legte damit den Grundstein für Basels älteste Bank und für eine lange und traditionsreiche Unternehmensgeschichte. Dank der verkehrsgünstigen Lage im Herzen Europas war die «Handlung La Roche» schon früh auch international erfolgreich und baute ihre Verbindungen im In- und Ausland konsequent aus. Die entsprechende Weltoffenheit und das Flair für Geschäftsbeziehungen hat sich das Unternehmen bis auf den heutigen Tag bewahrt. Benedikt La Roches Nachfolger führten das Unternehmen durch Höhen und Tiefen bis in die Gegenwart.
Schwierige Zeiten waren schon kurz nach der Gründung zu bewältigen. Von Napoleons Handelsrestriktionen gegenüber England waren auch die Basler Handelshäuser betroffen. Der Sturz des Kaisers im Jahr 1815 führte zu einer Verbesserung der ökonomischen Rahmenbedingungen in Europa, und mit dem wachsenden Kapitalbedarf der Industrie gewann auch die Bankensparte des Unternehmens La Roche an Bedeutung: Die ehemalige «Handlung» wurde immer mehr zum reinen Bankinstitut. Die Jahre zwischen dem Deutsch-Französischen Krieg (1870/71) und dem Ersten Weltkrieg (1914–1918) waren geprägt von einem Wechselspiel konjunktureller Hochs und Tiefs, in deren Verlauf auch zahlreiche Banken verschwanden. In dieser Zeit festigte die Bank La Roche ihre Existenz und ihre Unabhängigkeit mit einer zurückhaltenden Geschäftspolitik. Der Pioniergeist des Hauses blieb dabei jedoch erhalten, sei es bei der Gründung einer eigenen Schifffahrtsgesellschaft auf dem Oberrhein (1840), der Mitfinanzierung der «Spanisch-Brötli-Bahn» in den 1850er-Jahren oder auch dem Betrieb einer Bierbrauerei in Südfrankreich (1881).
Die beiden Weltkriege überstand das Haus weitestgehend schadlos, wobei in der Wirtschaftsdepression der Zwischenkriegsjahre natürlich auch die La-Roche-Kunden von Verlusten nicht verschont blieben. Nach dem Zweiten Weltkrieg wurde mit der Aufnahme einer neuen (der sechsten) Teilhabergeneration der Aufbruch in die Nachkriegszeit und in einen weiteren wirtschaftlichen Aufschwung eingeläutet. Die Bank La Roche baute das Unternehmen kontinuierlich aus. Waren zu Beginn des 20. Jahrhunderts noch eine Handvoll Personen bei der Bank angestellt, so arbeiten heute am Hauptsitz in Basel und bei den Filialen in Olten und Bern über hundert. Auch im technologischen Bereich ist La Roche & Co AG mit der aktiven Teilnahme an der elektronischen Schweizer Börse und der nachhaltigen Modernisierung der firmeneigenen Informatik der Schritt ins neue Jahrtausend gelungen.
Bereits in den 1970er- und 1980er-Jahren vollzog das Unternehmen den Übergang von der Universalbank zum Private Banking. Anlageberatung, Vermögensverwaltung und die Betreuung institutioneller Kunden sind seither das Kerngeschäft der Bank La Roche & Co AG, und in dieser Sparte agiert die Bank nunmehr in der achten Familiengeneration – und trotz der vergangenen turbulenten Jahre im Finanz- und Wirtschaftssektor – erfolgreich. Hinter der historischen Fassade des Firmenhauptsitzes im «Rotberger Hof» und des Hauses «Zur Hohen Sonne» an der Rittergasse in der Nähe des Basler Münsters sorgt die lange Erfahrung des über 225-jährigen Familienunternehmens für ein "ausgewogenes Verhältnis von Tradition und Fortschritt".
Am 13. Februar 2015 wurde bekanntgegeben, dass die Bank von der Notenstein Privatbank übernommen wird, die dann Notenstein La Roche Privatbank heißen wird.
Im Mai 2018 wurde die Notenstein La Roche Privatbank AG von ihrem Begünstigten (Raiffeisen) an eine private Schweizer Bank Vontobel (Vontobel) verkauft. Die Fusion wurde im Oktober 2018 abgeschlossen. Durch die Integration wurde die Notenstein La Roche Privatbank AG aus dem Schweizer Handelsregister ausgeschlossen. Gemäß einer in der Bekanntmachung des Schweizerischen Handelsamts vom 10. Juni 2018 wurden die Vermögenswerte (einschließlich der Aktien der Leonteq AG) und der Verbindlichkeiten (Fremdkapital) der Notenstein La Roche Privatbank AG auf die Bank Vontobel AG übertragen.